# Hundingo (rei suíone)
Hundingo (em latim: Hundingus) ou Huningo (em latim: Hunningus), de acordo com o Feitos dos Danos de Saxão Gramático do século XII e a História de todos os reis gautas e suíones de 1554 do arcebispo sueco João Magno, foi rei dos Suíones (Suídia). Era filho de Asmundo e irmão de Ufão. Foi feito rei pelo rei dano Hadingo em sucessão de seu irmão e governou até data incerta, quando morreu afogado em grande jarro de cerveja. Após um período de governo de sua mulher Torilda, o trono passou para seu filho Regner.
O fim de Hundingo tem paralelo com o de Fliolmo, cuja vida foi contada na Saga dos Inglingos de Esnorro Esturleu, e Veraldur, citado na faroesa Balada de Veraldur na qual era um filho de Odim. 

## Vida
Hundingo era filho de Asmundo e irmão de Ufão. Foi coroado pelo rei dano Hadingo com o intuito de garantir que o trono ficasse com os descendentes de Asmundo e para estabelecer laços amistosos com a Suídia (terra dos suíones e núcleo da futura Suécia) após ter matado Ufão numa contenda. Era casado com Torilda e pai de Regner e Toraldo, filhos de outra mulher. Em data incerta, recebeu notícias falsas da morte de Hadingo, e pretendendo honrá-lo, reuniu seus nobres para uma celebração. Enchendo enorme jarro até a borda com cerveja, ordenou que fosse colocado entre os convidados e fingiu ser um servo e mordomo. Enquanto atravessava o salão do palácio em cumprimento desses deveres, perdeu o equilíbrio, caiu no jarro e se afogou.
O autor Saxão Gramático, avaliando o evento, sugeriu que sua morte podia ser retribuição ao submundo por apaziguá-lo com espúrias obsequias, ou ao próprio Hadingo por falsamente supor sua morte. Seja como for, ao saber da morte de Hundingo, Hadingo procurou retornar a veneração com cortesia similar, se enforcando diante de seus súditos. Após sua morte, o trono ficou em posse de Torilda, que enviou seus afilhados para o campo para cuidar do gado, privando-os do trono. Tempos depois, com ajuda danesa, Regner obteve seu trono.

## Paralelos
Na História da Noruega do século XII e na Saga dos Inglingos do historiador islandês Esnorro Esturleu do século XIII, relata-se a morte do rei suíone Fliolmo ao cair numa tina de hidromel enquanto visitava, na Zelândia, o rei Frodo III. O mesmo se pode dizer da faroesa Balada de Veraldur registrada em 1840 e citada em 1973 por Georges Dumézil na qual Veraldur, filho de Odim, morre afogado num barril de cerveja numa visita a Zelândia.